# Mega Man II (Game Boy)
Mega Man II (no Japão, Rockman World II) é o segundo videogame do Mega Man para o console portátil Game Boy.
Como os outros jogos "clássicos" do Game Boy o game é um tipo de combinação de dois jogos do Nintendo, pois combina a jogabilidade de MM3 (como no deslize e os três itens de Rush), com os personagens adversários (robôs mestres) do Mega Man do NES

## História
Dr.Wily faz uma máquina do tempo e vai pro futuro, após Mega Man ser desativado. Ele rouba Mega Man do museu dos robôs e o reprograma, nomeando-o Quint. No final, Mega Man derrota Quint e Dr.Wily, por sua vez, tem seus planos acabados.

## Robôs mestres
Os outros quatro robôs mestres de Mega Man 2 foram mostrados em Mega Man in Dr. Wily's Revenge e os outros quatro de Mega Man 3 foram mostrados em Mega Man III (Game Boy). A prática continuou até Mega Man V (Game Boy), que mostrou chefes totalmente novos.
| #       | Robô mestre | Arma           | Fraqueza             | Jogo de origem |
| ------- | ----------- | -------------- | -------------------- | -------------- |
| DWN-013 | Crash Man   | Crash Bomber   | Air Shooter          | Mega Man 2     |
| DWN-009 | Metal Man   | Metal Blade    | Crash Bomber         | Mega Man 2     |
| DWN-016 | Wood Man    | Leaf Shield    | Metal Blade          | Mega Man 2     |
| DWN-010 | Air Man     | Air Shooter    | Leaf Shield          | Mega Man 2     |
| DWN-020 | Hard Man    | Hard Knuckle   | Magnet Missile       | Mega Man 3     |
| DWN-021 | Top Man     | Top Spin       | Hard Knuckle         | Mega Man 3     |
| DWN-018 | Magnet Man  | Magnet Missile | Needle Cannon        | Mega Man 3     |
| DWN-017 | Needle Man  | Needle Cannon  | Top Spin/Air Shooter | Mega Man 3     |
| ???-??? | Quint       | Sakugarne      | Hard Knuckle         | MMII(GB)       |